# Buddha (álbum)
Buddha é um álbum demo da banda estadunidense Blink-182, lançada em 1994 pela gravadora Filter Records e remasterizada em 27 de outubro de 1998 pela gravadora Kung Fu Records.
| Críticas profissionais                                                      | Críticas profissionais |
| Avaliações da crítica                                                       | Avaliações da crítica  |
| Fonte                                                                       | Avaliação              |
| --------------------------------------------------------------------------- | ---------------------- |
| Allmusic                                                                    | [ 3 ]                  |
| Sputnikmusic                                                                | [ 5 ]                  |
| Esta tabela precisa de ser acompanhada por texto em prosa. Consulte o guia. |                        |

## Faixas

### Versão original[1]
1. "Carousel" † – 2:54
2. "T.V." ‡ – 1:41
3. "Strings" ‡ – 2:25
4. "Fentoozler" ‡ – 2:06
5. "Time" ‡ – 2:49
6. "Romeo & Rebecca" † – 2:34
7. "21 Days" † – 4:02
8. "Sometimes" ‡ – 1:08
9. "Degenerate" * § – 2:28
10. "Point of View" † – 1:11
11. "My Pet Sally" † – 1:36
12. "Reebok Commercial" ‡ – 2:36
13. "Toast And Bananas" † – 2:33
14. "The Family Next Door" *§ – 1:47
15. "Transvestite" * § – 3:59

* = Não aparece na versão remasterizada.
† = Vocal líder de Tom DeLonge
‡ = Vocal líder de Mark Hoppus
§ = Vocal líder de ambos

### Versão remasterizada[3][6]
1. "Carousel" † – 2:40
2. "T.V." ‡ – 1:37
3. "Strings" ‡ – 2:28
4. "Fentoozler" ‡ – 2:03
5. "Time" ‡ – 2:46
6. "Romeo & Rebecca" † – 2:31
7. "21 Days" † – 4:01
8. "Sometimes" ‡ – 1:04
9. "Point of View" † – 1:11
10. "My Pet Sally" † – 1:36
11. "Reebok Commercial" ‡ – 2:35
12. "Toast & Bananas" † – 2:26
13. "The Girl Next Door" (cover de Screeching Weasel) *‡ – 2:31
14. "Don't" * ‡ – 2:26

* = Não aparece na versão original.
† = Vocal líder de Tom DeLonge
‡ = Vocal líder de Mark Hoppus
§ = Vocal líder de ambos

## Formação[1]
- Mark Hoppus – vocal e baixo
- Tom DeLonge –  vocal e guitarra
- Scott Raynor – bateria